# Verteuil-sur-Charente

Verteuil-sur-Charente este o comună în departamentul Charente, Franța. În 1 ianuarie 2022 avea o populație de 588 de locuitori.